# رقية المحارب
رقية محمد المحارب (ولدت 1384 هـ / 1964 م) عالمة داعية سعودية، متخصِّصة في علوم الحديث النبوي الشريف، وباحثة محققة، وأستاذة جامعية. تُعَدُّ من أبرز الشخصيات الدعوية النسائية في المملكة العربية السعودية والخليج، حاصلة على ماجستير عن موضوع «دفع إيهام تعارض أحاديث الأحكام»، وعلى دكتوراه عن موضوع «شرح صحيح البخاري» لابن بطَّال، دراسة وتحقيق.

## ولادتها وتحصيلها
وُلدت رقية بنت محمد المحارب في مدينة الرياض، بتاريخ 15 شعبان 1384هـ الموافق 19 ديسمبر 1964م، لأسرة من آل عاصم تنتمي إلى قبيلة قحطان. ونشأت في رعاية والد من طلاب العلم المشتغلين فيه، درس الشريعة واللغة العربية، وحقَّق مسند الدارمي، وكتب في سيرة الشيخ محمد نصيف، ولم يُنشرا.
حصلت على شهادة (بكالوريوس) في الدراسات الإسلامية من كلية التربية بالرياض عام 1406هـ بتقدير ممتاز مع مرتبة الشرف، ثم على شهادة (ماجستير) في تخصص الحديث وعلومه عام 1410هـ، وكان موضوع رسالتها «دفع إيهام تعارض أحاديث الأحكام» في كتاب الطهارة. ثم على شهادة (دكتوراه) في الحديث وعلومه أيضًا عام 1416هـ، وموضوع أطروحتها "شرح صحيح البخاري لابن بطَّال، دراسة وتحقيق".
تلقت عددًا من الدورات بمعهد الإدارة، منها الإدارة تحت ضغوط العمل، وفاعلية المدير في جماعات العمل، وتقويم الأداء الوظيفي، وإدارة الوقت.

## وظائفها ونشاطاتها
حصلت على درجة الأستاذية في الحديث وعلومه من جامعة الأميرة نورة بنت عبد الرحمن بالرياض، نظير جهودها البحثية المميزة، التي أهلتها للحصول على هذه الدرجة العلمية الجامعية. وعُينت رئيسةَ قسم الدراسات الإسلامية عام 1417هـ. ومديرة للتوجيه والإرشاد من 1420 إلى 1424هـ.

### نشاطاتها
- شاركت في بعض المؤتمرات الإسلامية في أمريكا عام 1413 ـ 1414 هـ
- شاركت في بعض المؤتمرات الإسلامية بأمريكا في شيكاغو عام 1413-1414هـ بالتعاون مع جمعية القرآن والسنة ومع التجمع الإسلامي.
- أعدت دورة شرعية لمدة ثلاثة أسابيع بتورنتو بكندا عام 1417 هـ بالتعاون مع الندوة العالمية للشباب الإسلامي وجامعة الإمام محمد بن سعود الإسلامية
- أسست موقع لها أون لاين وهي المشرفة العامة على الموقع.
- أشرفت على الكتاب التوثيقي لأمسيات لها أون لاين الثقافية الجزء الأول والثاني وتشرف على الأمسيات الثقافية والدورات التدريبية بالموقع.
- أشرفت على مدارس التحفيظ المسائية الخيرية عام 1407هـ.
- ساهمت في تعزيز برامج معهد الإدارة بالمادة الشرعية.
- ساهمت في العديد من الملتقيات والندوات والمحاضرات
- شاركت في الكتابة الصحفية في جريدة الجزيرة والبلاد بزاوية أسبوعية
- ساهمت في تحكيم جائزة التميز الرقمي2006 مع وزارة الاتصالات وتقنية المعلومات
- ساهمت في ندوة «الإصلاح والتأهيل في المؤسسات العقابية والإصلاحية» الذي نظمته وزارة الشؤون الاجتماعية بالتعاون مع وزارة الداخلية وجامعة الإمام ببحث محكم بعنوان«أثر القرآن في تهذيب سلوك السجين»
- المساهمة في دراسة الخطة الوطنية لتقنية المعلومات عام 1424هـ
- المشاركة ببحث عن «المنظور الإسلامي وكيف تناول جانب تحريم المخدرات» بالتعاون مع الإدارة العامة لمكافحة المخدرات عام 1325هـ
- عضو لجنة التحكيم لمناقشة رسالة الماجستير للباحثة نورة الحساوي عنوان البحث "الأحاديث المتعلقة بالمرأة الواردة في المعاملات المالية في الكتب الستة
- الإشراف على رسالة الماجستير للباحثة مشاعل الدعيدع وعنوان الرسالة شرح صحيح البخاري لابن بطال في من كتاب الشهادات إلى كتاب الوصايا..
- عضو لجنة المناقشة لرسالة الماجستير للطالبة هند السويلم «شرح ابن رسلان لسنن أبي داوود»
- رأست مسابقة الأمير سلمان لحفظ القرآن منذ عام 1418 ـ 1424 هـ. " المشاركة في ندوة " المرأة والعمل الخيري" التي نظمتها الندوة العالمية
- المشاركة في رسالة «المؤسسات الدعوية النسائية الواقع والتطلعات»
- المشاركة في أسبوع الوقف الخيري الذي نظمته وزارة الشؤون الإسلامية بدولة قطر عام 1423هـ
- إلقاء عدد من المحاضرات في الخرطوم عاصمة السودان بالتعاون مع جمعية المشكاة الخيرية
- قدمت عدداً من الدورات العلمية في تخصص الحديث لتدريب عدد من الطالبات منها: - قراءة صحيح البخاري وشرحه. - قراءة زوائد مسلم وشرحها وإفرادها في مصنف. - قراءة زوائد سنن أبي داود في مصنف. - قراءة زوائد سنن النسائي في مصنف.

## دروسها ومحاضراتها
- الأحداث اليوم من مرآة سورة يوسف
- أخلاق أهل القرآن
- هدى وشفاء
- لتكوني الأفضل
- طريقك للنجاح
- كوني مؤثرة
- الوسواس القهري-رؤية شرعية
- الإقبال على الله
- الأدوار المناطة بالقائمات على الدعوة لتوحيد الجهود الدعوية
- أسباب السعادة
- أبواب الخيرات
- المرققات
- الحكمة
- أشرفت على تنظيم وتنفيذ عدد من الدورات العلمية: دورة سماع الموطأ مدة 23 ساعة. دورة سماع سنن الدارمي مدة 38 ساعة. دورة سماع سنن ابن ماجه مدة 72 ساعة.

## كتبها وآثارها
- الإبانة عن أسباب الإعانة على صلاة الفجر وقيام الليل
- دفع إيهام تعارض أحاديث الأحكام
- الرطوبة (مسألة مهمة لعامة نساء الأمة)
- البكاء في الكتاب والسنة
- المؤسسات الدعوية النسائية الواقع والتطلعات
- برنامج ثقافي نسائي مقترح لحملات الحج
- مدرسة الحج العظمى[2]

### المقرَّرات العلمية
- مقرر الحديث (لحديث (1) دراسات إسلامية-المذكرة الثالثة)
- ألفت منهج التجويد للسنة الثالثة الثانوية الفنية، وراجعت منهج التجويد للصف الثاني أيضًا.

### المقالات
1. تعالوا إلى كلمة سواء
2. قال رجلان أنعم الله عليهما
3. بناتنا واليد الحانية.
4. لماذا يجب أن نقف في وجه الثورة في السعودية؟
5. الترك الوجه الجديد للحمية الإسلامية
6. الشيخ العبيكان والآراء الشاذة
7. تجربة تستحق التأمل!
8. النشء والتحديات المعاصرة
9. المرأة والمجتمع في عصر العولمة: رؤية إسلامية
10. مؤتمر (بكين+15) قادم
11. القَوِي الأَمين
12. نحن والتغير المناخي
13. الحج غنيمة دعوية
14. متى تجد المرأة حريتها؟
15. شمعة تضيء.. وأخرى تحرق الورق!!
16. المرأة والشهر الفضيل
17. الموت في غزة دفاعاً عن الحياة!
18. وسائل عملية لتذوق حلاوة الطاعة في رمضان
19. رمضان فرصة للتغيير
20. مواطن القوة
21. من وراء الإرهاب؟!!
22. بنو إسرائيل والاستهزاء بالرسل
23. الجرائم الغربية
24. إلا تنصروه فقد نصره الله
25. هذه أعـيادنا
26. القدوة وأثرها في التربية
27. رؤية مستقبلية للدعوة النسائية
28. الخـــادمة
29. تنمية الرقابة الذاتية لدى الناشئة
30. كيف تكونين زوجة مثالية؟(1/2)
31. المرأة والحــج
32. الفــراغ العــاطفي
33. كيـف نؤثـر؟
34. فن الإقناع
35. توجيهات ونصائح للمرأة الداعية
36. المؤسسات الدعوية النسائية الواقع والتطلعات
37. الجدة كيف حالها اليوم؟
38. شبح التعدد
39. لسن سواء
40. أنت متوترة؟ الحل بين يديك
41. لكي تكوني سيدة
42. ابذر فكرة
43. دار الأرقم! .
44. أهل القرآن...أهل الله وخاصته كيـف نؤثـر؟ .
45. إلى كل أخت تأخر عليها قطار الزواج هوني عليك.
46. ندوة جريدة الرياض عن إيذاء الأطفال.
47. عصر جديد.
48. تجربة تستحق التأمل! .

## حياتها الشخصية
رقية المحارب متزوِّجة بالدكتور عمران بن عبد الرحمن العمراني، ولهما سبعة من الأولاد، ثلاثة أبناء وأربع بنات.

## وصلات خارجية
- الموقع الرسمي: لها اون لاين
- حساب رقية المحارب في تويتر